# お父さんと伊藤さん
『お父さんと伊藤さん』（おとうさんといとうさん）は、劇作家・中澤日菜子の小説家デビュー作となる長編小説。「柿の木、枇杷も木」と題して第8回（2013年）小説現代長編新人賞を受賞、『お父さんと伊藤さん』へと改題し2014年1月7日に講談社より刊行された。2016年8月10日に講談社文庫より文庫化されている。
タナダユキ監督、上野樹里主演により2016年10月に映画化された。

## 書誌情報
- お父さんと伊藤さん（2014年1月7日、講談社、ISBN 978-4-06-218758-9）
- お父さんと伊藤さん（2016年8月10日、講談社文庫、ISBN 978-4-06-293433-6）

## 映画
『お父さんと伊藤さん』(おとうさんといとうさん)は、2016年10月に公開された日本映画。中澤日菜子のデビュー作で、第8回小説現代長編新人賞受賞作である同名小説『お父さんと伊藤さん』(講談社)の映画化作品。
監督は、タナダユキ。脚本は、黒沢久子。出演者は、上野樹里、リリー・フランキー、藤竜也ら。
上野樹里とリリー・フランキーが20歳の年の差カップルを演じた人間ドラマ。

### あらすじ
山中彩は34歳で本屋勤務、伊藤さんは54歳で学校給食の調理員、ともにアルバイトで生計を立て同棲中だが、そこへ兄家族との折り合いが悪い彩のお父さん74歳が転がり込んでくる。
頑固で昔気質の父は一日中外出し、商店街をまわり、図書館で時間をつぶし、夕方は明りの消えていく小学校を見つめ続けている。かつて小学校の教師をしていたが、母の死後は一人暮らしになり、健康不安から兄家族と同居して現在に至るが、徐々に別の顔が明かされていく。
万引きの常習犯なのだ。しかも盗んだのはスプーンやフォーク等の小物雑貨ばかりで、それを宝物のように大事にしていた。
そして父は生家のある田舎に家出をし、兄妹が追いかけ、田舎に住み続けるという父を説得しようと、伊藤さんを交えて話し合うが結論が出ず、翌日東京に帰ろうとした矢先、雷が庭の木に落ちて家が燃えてしまう。
父は2か月入院し、退院しても気落ちした日々を送るが、火事を知った昔の教え子の訪問を受け、“立派な先生”だった頃の元気を取り戻す。そして「家を出て有料老人ホームに入る」と宣言して去って行く。
父の背を見送る彩に伊藤さんは「俺は逃げないから」と言葉をかけ、彩は父を追いかけた。

### キャスト
- 山中彩：上野樹里
- 伊藤康昭：リリー・フランキー
- お父さん：藤竜也
- 山中潔：長谷川朝晴
- 山中理々子：安藤聖
- 小枝子：渡辺えり

### スタッフ
- 監督：タナダユキ
- エグゼクティブプロデューサー：小西啓介
- プロデューサー：木村俊樹/半田健
- 脚本：黒沢久子
- 原作：中澤日菜子『お父さんと伊藤さん』(講談社文庫)
- 音楽：世武裕子
- エンディングテーマ：ユニコーン
- 撮影：大塚亮
- 編集：村上雅樹
- 照明：宗賢次郎
- 録音：藤丸和徳
- 美術：仲前智治
- 装飾：須坂文昭
- 衣装：宮本茉莉
- ヘアメイク：岩本みちる
- 音響効果：大河原将
- 選曲：佐藤啓
- 助監督：松倉大夏
- 制作担当：伊達真人